# Aegialites stejneri
Aegialites stejneri es una especie de coleóptero de la familia Salpingidae.

## Distribución geográfica
Habita en la Isla Robben (Sudáfrica).